# Valérie Lalonde (réalisatrice)
Pour les articles homonymes, voir Valérie Lalonde et Lalonde.
Valérie Lalonde est une actrice et réalisatrice française, née à Paris en 1947. Elle est la compagne de Richard Leacock avec qui elle a collaboré, comme réalisatrice ou actrice, à de nombreux films, moyens et courts-métrages. Ils se sont rencontrés en 1989 et ont partagé leur vie entre les îles Canaries et Paris.

## Filmographie
- 1991 : Les Œufs à la coque, de Richard Leacock et Valérie Lalonde
- 1992 : Les Vacances de Monsieur Leacock, de Richard Leacock et Valérie Lalonde
- 1994 : Keep Shooting, de Heinz Trenczak
- 1996 : Le Fils de Gascogne, de Pascal Aubier
- 2000 : A Musical Adventure in Siberia, de Richard Leacock et Valérie Lalonde
- 2004 : Le Fantôme d'Henri Langlois, de Jacques Richard